# Championnat de Suède de hockey sur glace 2014-2015
Saison précédente Saison suivante
La saison 2014-2015 est la quarantième saison de la SHL pour Svenska hockeyligan ou Swedish Hockey League, le championnat élite de hockey sur glace en Suède. La saison régulière a lieu du 10 septembre 2014 au 5 mars 2015.

## Classement final
Les six premières équipes de la saison régulière sont qualifiées pour les séries éliminatoires. Les équipes classées de six à dix disputent un barrage au meilleur des trois matchs afin de se qualifier pour les quarts de finale des séries éliminatoires. Les équipes classées onze et douzième disputent la Kvalserien.
| Clt   | Équipe            | PJ | V  | VP | D  | DP | BP  | BC  | Diff | Pts |
| ----- | ----------------- | -- | -- | -- | -- | -- | --- | --- | ---- | --- |
| +001, | Skellefteå AIK    | 55 | 32 | 5  | 13 | 5  | 169 | 116 | +53  | 111 |
| +002, | Frölunda HC       | 55 | 23 | 11 | 15 | 6  | 145 | 120 | +25  | 97  |
| +003, | Växjö Lakers HC   | 55 | 24 | 9  | 16 | 6  | 158 | 120 | +38  | 96  |
| +004, | Linköpings HC     | 55 | 26 | 4  | 18 | 7  | 156 | 125 | +31  | 93  |
| +005, | HV71              | 55 | 25 | 6  | 19 | 5  | 145 | 141 | +4   | 92  |
| +006, | Örebro HK         | 55 | 21 | 10 | 17 | 7  | 156 | 128 | +28  | 90  |
| +007, | Färjestads BK     | 55 | 21 | 6  | 20 | 8  | 128 | 135 | -7   | 83  |
| +008, | Luleå HF          | 55 | 21 | 6  | 24 | 4  | 127 | 131 | -4   | 79  |
| +009, | Djurgården Hockey | 55 | 15 | 9  | 23 | 8  | 128 | 157 | -29  | 71  |
| +010, | Brynäs IF         | 55 | 19 | 3  | 28 | 5  | 132 | 159 | -27  | 68  |
| +011, | Leksands IF       | 55 | 15 | 3  | 31 | 6  | 116 | 179 | -63  | 57  |
| +012, | Modo Hockey       | 55 | 12 | 4  | 30 | 9  | 127 | 176 | -49  | 53  |

- Champion de la saison régulière
- Séries éliminatoires
- Tour préliminaire des séries éliminatoires
- Barrage de relégation (Kvalserien)

### Meilleurs pointeurs
| Clt | Joueur                | Équipe          | PJ | B  | A  | Pts | +/- | Pun |
| --- | --------------------- | --------------- | -- | -- | -- | --- | --- | --- |
| 1   | Derek Ryan            | Örebro HK       | 55 | 15 | 45 | 60  | +18 | 18  |
| 2   | Jeff Taffe            | Linköpings HC   | 54 | 18 | 41 | 59  | +12 | 43  |
| 3   | Broc Little           | Linköpings HC   | 55 | 28 | 19 | 47  | +14 | 38  |
| 4   | Jacob Micflikier      | Linköpings HC   | 54 | 24 | 23 | 47  | +13 | 26  |
| 5   | Martin Johansson (en) | Örebro HK       | 54 | 24 | 22 | 46  | +18 | 10  |
| 6   | Mathis Olimb          | Frölunda HC     | 51 | 7  | 39 | 46  | +19 | 65  |
| 7   | Robert Rosén          | Växjö Lakers HC | 53 | 23 | 21 | 44  | +27 | 16  |
| 8   | Erik Christensen      | HV71            | 46 | 13 | 31 | 44  | +7  | 14  |
| 9   | Greg Scott (en)       | Brynäs IF       | 47 | 18 | 24 | 42  | +4  | 20  |
| 10  | Bill Sweatt (en)      | Brynäs IF       | 54 | 19 | 22 | 41  | +3  | 36  |

## Séries éliminatoires
|  | Tour préliminaire | Tour préliminaire | Tour préliminaire |           |          | Quarts de finale | Quarts de finale | Quarts de finale |   |   | Demi-finales   | Demi-finales | Demi-finales   |   |  | Finale | Finale | Finale |
|  |                   |                   |                   |           |          |                  |                  |                  |   |   |                |              |                |   |  |        |        |        |
|  |                   |                   |                   |           |          |                  |                  |                  |   |   |                |              |                |   |  |        |        |        |
|  |                   | 1                 | Skellefteå AIK    | 4         |          |                  |                  |                  |   |   |                |              |                |   |  |        |        |        |
|  |                   |                   |                   | 4         |          |                  |                  |                  |   |   |                |              |                |   |  |        |        |        |
|  |                   |                   | 10                | Brynäs IF | 0        |                  |                  |                  |   |   |                |              |                |   |  |        |        |        |
|  | 7                 | Färjestads BK     | 10                | Brynäs IF | 0        | 1                |                  |                  |   |   |                |              |                |   |  |        |        |        |
|  | 7                 | Färjestads BK     |                   |           |          | 1                |                  |                  |   |   |                |              |                |   |  |        |        |        |
|  | 10                | Brynäs IF         | 2                 |           |          |                  |                  |                  |   |   |                |              |                |   |  |        |        |        |
|  | 10                | Brynäs IF         | 2                 |           |          |                  |                  |                  |   | 1 | Skellefteå AIK | 4            |                |   |  |        |        |        |
|  |                   |                   |                   |           |          |                  |                  |                  |   | 1 | Skellefteå AIK | 4            |                |   |  |        |        |        |
|  |                   | 4                 | Linköpings HC     | 1         |          |                  |                  |                  |   |   |                |              |                |   |  |        |        |        |
|  |                   | 4                 | Linköpings HC     | 1         |          |                  |                  |                  |   |   |                |              |                |   |  |        |        |        |
|  |                   |                   |                   |           |          |                  |                  |                  |   |   |                |              |                |   |  |        |        |        |
|  |                   |                   |                   |           |          |                  |                  |                  |   |   |                |              |                |   |  |        |        |        |
|  |                   | 4                 | Linköpings HC     | 4         |          |                  |                  |                  |   |   |                |              |                |   |  |        |        |        |
|  |                   |                   |                   | 4         |          |                  |                  |                  |   |   |                |              |                |   |  |        |        |        |
|  |                   |                   | 5                 | HV71      | 2        |                  |                  |                  |   |   |                |              |                |   |  |        |        |        |
|  |                   |                   | 5                 | HV71      | 2        |                  |                  |                  |   |   |                |              |                |   |  |        |        |        |
|  |                   |                   |                   |           |          |                  |                  |                  |   |   |                |              |                |   |  |        |        |        |
|  |                   |                   |                   |           |          |                  |                  |                  |   |   |                |              |                |   |  |        |        |        |
|  |                   |                   |                   |           |          |                  |                  |                  |   |   |                | 1            | Skellefteå AIK | 2 |  |        |        |        |
|  |                   |                   |                   |           |          |                  |                  |                  |   |   |                |              |                |   |  |        |        |        |
|  |                   | 3                 | Växjö Lakers HC   | 4         |          |                  |                  |                  |   |   |                |              |                |   |  |        |        |        |
|  |                   | 3                 | Växjö Lakers HC   | 4         |          |                  |                  |                  |   |   |                |              |                |   |  |        |        |        |
|  |                   |                   |                   |           |          |                  |                  |                  |   |   |                |              |                |   |  |        |        |        |
|  |                   |                   |                   |           |          |                  |                  |                  |   |   |                |              |                |   |  |        |        |        |
|  |                   | 3                 | Växjö Lakers HC   | 4         |          |                  |                  |                  |   |   |                |              |                |   |  |        |        |        |
|  |                   |                   |                   | 4         |          |                  |                  |                  |   |   |                |              |                |   |  |        |        |        |
|  |                   |                   | 6                 | Örebro HK | 2        |                  |                  |                  |   |   |                |              |                |   |  |        |        |        |
|  |                   |                   | 6                 | Örebro HK | 2        |                  |                  |                  |   |   |                |              |                |   |  |        |        |        |
|  |                   |                   |                   |           |          |                  |                  |                  |   |   |                |              |                |   |  |        |        |        |
|  |                   |                   |                   |           |          |                  |                  |                  |   |   |                |              |                |   |  |        |        |        |
|  |                   |                   |                   |           |          |                  | 3                | Växjö Lakers HC  | 4 |   |                |              |                |   |  |        |        |        |
|  |                   |                   |                   |           |          |                  |                  |                  | 4 |   |                |              |                |   |  |        |        |        |
|  |                   | 2                 | Frölunda HC       | 2         |          |                  |                  |                  |   |   |                |              |                |   |  |        |        |        |
|  | 8                 | 2                 | Frölunda HC       | 2         | Luleå HF | 2                |                  |                  |   |   |                |              |                |   |  |        |        |        |
|  | 8                 |                   |                   |           | Luleå HF | 2                |                  |                  |   |   |                |              |                |   |  |        |        |        |
|  | 9                 | Djurgården Hockey | 0                 |           |          |                  |                  |                  |   |   |                |              |                |   |  |        |        |        |
|  | 9                 | Djurgården Hockey | 0                 |           | 2        | Frölunda HC      | 4                |                  |   |   |                |              |                |   |  |        |        |        |
|  |                   |                   |                   |           | 2        | Frölunda HC      | 4                |                  |   |   |                |              |                |   |  |        |        |        |
|  |                   |                   | 8                 | Luleå HF  | 3        |                  |                  |                  |   |   |                |              |                |   |  |        |        |        |
|  |                   |                   | 8                 | Luleå HF  | 3        |                  |                  |                  |   |   |                |              |                |   |  |        |        |        |
|  |                   |                   |                   |           |          |                  |                  |                  |   |   |                |              |                |   |  |        |        |        |

## Barrage de promotion-relégation
Six équipes prennent part au barrage : les deux derniers de la saison régulière, le perdant de la finale de l'HockeyAllsvenskan et les trois premiers de la poule de qualification de ce même championnat.
|  | 13e de la SHL contre 3e de la poule de qualification de l'HockeyAllsvenskan |   |
|  |                                                                             |   |
|  |                                                                             |   |
|  |                                                                             |   |
|  | Leksands IF                                                                 | 3 |
|  | Leksands IF                                                                 | 3 |
|  | Malmö Redhawks                                                              | 4 |
|  | Malmö Redhawks                                                              | 4 |

|  | 14e de la SHL contre 2e de la poule de qualification de l'HockeyAllsvenskan |   |
|  |                                                                             |   |
|  |                                                                             |   |
|  |                                                                             |   |
|  | Modo Hockey                                                                 | 4 |
|  | Modo Hockey                                                                 | 4 |
|  | HC Vita Hästen                                                              | 0 |
|  | HC Vita Hästen                                                              | 0 |

|  | Finaliste de l’HockeyAllsvenskan contre 1er de la poule de qualification de l'HockeyAllsvenskan |   |
|  |                                                                                                 |   |
|  |                                                                                                 |   |
|  |                                                                                                 |   |
|  | VIK Västerås HK                                                                                 | 1 |
|  | VIK Västerås HK                                                                                 | 1 |
|  | Rögle BK                                                                                        | 4 |
|  | Rögle BK                                                                                        | 4 |

## HockeyAllsvenskan

### Saison régulière
Les 14 équipes participantes s'affrontent toutes à quatre reprises pour un total de 52 rencontres jouées. Les deux premiers du classement final se qualifient pour la finale, les équipes rangées de la troisième à la huitième place jouent une poule de qualification tandis que les deux derniers doivent passer par la poule de promotion-relégation.
| Clt   | Équipe          | PJ | V  | VP | D  | DP | BP  | BC  | Diff | Pts |
| ----- | --------------- | -- | -- | -- | -- | -- | --- | --- | ---- | --- |
| +001, | VIK Västerås HK | 52 | 28 | 4  | 14 | 6  | 144 | 116 | +28  | 98  |
| +002, | Karlskrona HK   | 52 | 26 | 8  | 16 | 2  | 159 | 124 | +35  | 96  |
| +003, | Malmö Redhawks  | 52 | 25 | 7  | 14 | 6  | 168 | 122 | +46  | 95  |
| +004, | Rögle BK        | 52 | 22 | 6  | 17 | 7  | 158 | 140 | +18  | 85  |
| +005, | BIK Karlskoga   | 52 | 22 | 6  | 20 | 4  | 162 | 162 | 0    | 82  |
| +006, | IF Björklöven   | 52 | 19 | 10 | 19 | 4  | 135 | 136 | -1   | 81  |
| +007, | Mora IK         | 52 | 22 | 3  | 20 | 7  | 130 | 141 | -11  | 79  |
| +008, | HC Vita Hästen  | 52 | 19 | 6  | 22 | 5  | 129 | 142 | -13  | 74  |
| +009, | Almtuna IS      | 52 | 20 | 3  | 21 | 8  | 130 | 146 | -16  | 74  |
| +010, | Timrå IK        | 52 | 20 | 2  | 23 | 7  | 128 | 139 | -11  | 71  |
| +011, | IK Oskarshamn   | 52 | 16 | 6  | 21 | 9  | 133 | 151 | -18  | 69  |
| +012, | Asplöven HC     | 52 | 16 | 7  | 23 | 6  | 150 | 160 | -10  | 68  |
| +013, | AIK IF          | 52 | 16 | 5  | 24 | 7  | 118 | 142 | -24  | 65  |
| +014, | Södertälje SK   | 52 | 10 | 10 | 27 | 5  | 123 | 146 | -23  | 55  |

- Finale
- Poule de qualification
- Poule de promotoin-relégation

#### Meilleurs pointeurs
| Clt | Joueur              | Équipe          | PJ | B  | A  | Pts | +/- | Pun |
| --- | ------------------- | --------------- | -- | -- | -- | --- | --- | --- |
| 1   | Jacob Lagacé        | Asplöven HC     | 52 | 20 | 37 | 57  | -3  | 38  |
| 2   | Jesper Jensen (en)  | Rögle BK        | 51 | 16 | 32 | 48  | +7  | 22  |
| 3   | Kevin Mitchell (en) | Mora IK         | 52 | 10 | 38 | 48  | +5  | 34  |
| 4   | John Henrion (en)   | Asplöven HC     | 52 | 33 | 13 | 46  | 0   | 38  |
| 5   | Dustin Johner (en)  | VIK Västerås HK | 51 | 23 | 23 | 46  | -7  | 63  |
| 6   | Greg Squires (en)   | IK Oskarshamn   | 51 | 18 | 26 | 44  | -8  | 46  |
| 7   | Frederik Storm (en) | Malmö Redhawks  | 50 | 21 | 22 | 43  | +8  | 16  |
| 8   | Stefan Öhman (en)   | IF Björklöven   | 51 | 19 | 22 | 41  | +19 | 22  |
| 9   | Marcus Eriksson     | HC Vita Hästen  | 46 | 10 | 30 | 40  | +1  | 16  |
| 10  | Joel Kellman (en)   | Karlskrona HK   | 49 | 17 | 22 | 39  | +6  | 26  |

### Finale
La finale se décide lors d'une série jouée au meilleur des cinq matchs. Le vainqueur est promu en SHL pour la saison suivante.
| 4 mars 2015 | VIK Västerås HK | 2-1 (0-1, 1-0, 1-0) | Karlskrona HK | ABB Arena Nord 4 804 spectateurs |

| Feuille de match | Feuille de match                                                           | Feuille de match  | Feuille de match                      | Feuille de match                                       |
| ---------------- | -------------------------------------------------------------------------- | ----------------- | ------------------------------------- | ------------------------------------------------------ |
|                  | - Johner (Berg, Helmersson) — 34 min 11 s Johner (Andersson) — 57 min 18 s | 0-1 1-1 2-1       | Thorell (Matushkin, Lihagen) — 33 s - | Arbitrage : Johan Häll Tobias Nordlander Petter Norman |
| Jonatan Bjurö    | Gardiens                                                                   | Patrick Galbraith |                                       | Arbitrage : Johan Häll Tobias Nordlander Petter Norman |
| 6 min            | Pénalités                                                                  | 14 min            |                                       | Arbitrage : Johan Häll Tobias Nordlander Petter Norman |
| 37               | Tirs                                                                       | 16                |                                       | Arbitrage : Johan Häll Tobias Nordlander Petter Norman |

| 6 mars 2015 | Karlskrona HK | 3-1 (2-0, 0-0, 1-1) | VIK Västerås HK | Arena Karlskrona 3 485 spectateurs |

| Feuille de match  | Feuille de match | Feuille de match | Feuille de match                   | Feuille de match                                       |
| ----------------- | --- | ---------------- | ---------------------------------- | ------------------------------------------------------ |
|                   | Matushkin (Cruseman, Thorell) — 2 min 18 s (SN) Lihagen (Linder, Cruseman) — 12 min 56 s (SN) Bergström (Tessier, Galbraith) — 54 min 47 s (SN) - | 1-0 2-0 3-0 3-1  | - Johansson (Gråhns) — 59 min 49 s | Arbitrage : Daniel Winge Anders Jansson Anders Nyqvist |
| Patrick Galbraith | Gardiens | Jonatan Bjurö    |                                    | Arbitrage : Daniel Winge Anders Jansson Anders Nyqvist |
| 20 min            | Pénalités | 39 min           |                                    | Arbitrage : Daniel Winge Anders Jansson Anders Nyqvist |
| 22                | Tirs | 39               |                                    | Arbitrage : Daniel Winge Anders Jansson Anders Nyqvist |

| 8 mars 2015 | VIK Västerås HK | 3-4 (2 pr) (2-0, 0-2, 1-1, 0-0, 0-1) | Karlskrona HK | ABB Arena Nord 4 862 spectateurs |

| Feuille de match | Feuille de match                                                                                          | Feuille de match            | Feuille de match | Feuille de match                                             |
| ---------------- | --- | --------------------------- | --- | ------------------------------------------------------------ |
|                  | Jacobsson (Angell) — 13 min 33 s (SN) Emmerdahl (Berg) — 17 min 26 s - Jacobsson (Angell) — 57 min 53 s - | 1-0 2-0 2-1 2-2 2-3 3-3 3-4 | - Kellman (Andersson) — 22 min 2 s Kellman (Pudas, Matushkin) — 29 min 23 s Lihagen (Pudas, Matushkin) — 40 min 11 s - Kellman (Troukhno, Pudas) — 90 min 50 s (SN) | Arbitrage : Andreas Harnebring Gustav Jonsson Andreas Lundén |
| Jonatan Bjurö    | Gardiens                                                                                                  | Patrick Galbraith           | | Arbitrage : Andreas Harnebring Gustav Jonsson Andreas Lundén |
| 8 min            | Pénalités                                                                                                 | 14 min                      | | Arbitrage : Andreas Harnebring Gustav Jonsson Andreas Lundén |
| 63               | Tirs | 34                          | | Arbitrage : Andreas Harnebring Gustav Jonsson Andreas Lundén |

| 10 mars 2015 | Karlskrona HK | 2-1 (0-1, 0-0, 2-0) | VIK Västerås HK | Arena Karlskrona 3 550 spectateurs |

| Feuille de match  | Feuille de match                                                        | Feuille de match | Feuille de match                            | Feuille de match                                             |
| ----------------- | ----------------------------------------------------------------------- | ---------------- | ------------------------------------------- | ------------------------------------------------------------ |
|                   | - Kellman (Troukhno) — 53 min 4 s (SN) Troukhno (Tessier) — 55 min 31 s | 0-1 1-1 2-1      | Johner (Jonsson, Helmersson) — 4 min 11 s - | Arbitrage : Andreas Harnebring Anders Jansson Anders Nyqvist |
| Patrick Galbraith | Gardiens                                                                | Jonas Fransson   |                                             | Arbitrage : Andreas Harnebring Anders Jansson Anders Nyqvist |
| 8 min             | Pénalités                                                               | 12 min           |                                             | Arbitrage : Andreas Harnebring Anders Jansson Anders Nyqvist |
| 36                | Tirs                                                                    | 22               |                                             | Arbitrage : Andreas Harnebring Anders Jansson Anders Nyqvist |

### Poule de qualification
Les équipes classées de la troisième à la huitième place lors de la saison régulière sont rassemblées au sein d'une poule unique où elles s'affrontent toute une fois pour un total de cinq parties jouées. Les équipes classées de la troisième à la cinquième place lors de la saison régulière débutent avec des points de bonus. Les trois premiers du classement final se qualifient pour le barrage de promotion-relégation.
| Clt   | Équipe         | PJ | V | VP | D | DP | BP | BC | Diff | Pts    |
| ----- | -------------- | -- | - | -- | - | -- | -- | -- | ---- | ------ |
| +001, | Rögle BK       | 5  | 2 | 3  | 0 | 0  | 19 | 11 | +8   | 14 (2) |
| +002, | HC Vita Hästen | 5  | 3 | 1  | 0 | 1  | 14 | 9  | +5   | 12 (0) |
| +003, | Malmö Redhawks | 5  | 1 | 1  | 3 | 0  | 8  | 13 | -5   | 8 (3)  |
| +004, | IF Björklöven  | 5  | 1 | 2  | 2 | 0  | 10 | 9  | +1   | 7 (0)  |
| +005, | Mora IK        | 5  | 1 | 0  | 1 | 3  | 12 | 13 | -1   | 6 (0)  |
| +006, | BIK Karlskoga  | 5  | 0 | 0  | 2 | 3  | 10 | 18 | -8   | 4 (1)  |

- Barrage de promotion-relégation

### Poule de promotion-relégation
Six équipes prennent part à la poule de promotion-relégation : les deux derniers de la saison régulière, les deux vainqueurs des groupes Allettan Nord et Sud de l'Hockeyettan et les deux vainqueurs des séries éliminatoires de l’Hockeyettan. Elles sont rassemblées au sein d'une poule unique où elles s'affrontent toutes deux fois pour un total de dix parties jouées. Les quatre premiers du classement final se qualifient pour la saison 2015-2016 de l’HockeyAllsvenskan tandis que les deux derniers sont relégués en Hockeyettan.
| Clt   | Équipe              | PJ | V | VP | D | DP | BP | BC | Diff | Pts |
| ----- | ------------------- | -- | - | -- | - | -- | -- | -- | ---- | --- |
| +001, | AIK IF              | 10 | 4 | 4  | 2 | 0  | 35 | 23 | +12  | 20  |
| +002, | Tingsryds AIF       | 10 | 5 | 0  | 3 | 2  | 37 | 28 | +9   | 17  |
| +003, | IK Pantern          | 10 | 5 | 1  | 4 | 0  | 26 | 29 | -3   | 17  |
| +004, | IF Sundsvall Hockey | 10 | 4 | 1  | 4 | 1  | 19 | 22 | -3   | 15  |
| +005, | Västerviks IK       | 10 | 3 | 0  | 5 | 2  | 17 | 29 | -12  | 11  |
| +006, | Södertälje SK       | 10 | 3 | 0  | 6 | 1  | 26 | 29 | -3   | 10  |

- Relégué en Hockeyettan